# 생여진
생여진은 여진족의 두가지 구분 중의 하나이다.
흑수말갈은 발해의 멸망 이후 거란족에 의해 여진족(女眞)으로 불리게 되었으며, 거란에 대한 복종여부에 따라 숙여진과 생여진으로 나뉘었다. 대체로 서여진을 숙여진, 동여진을 생여진이라 부른다.
이중 생여진은 거란에 대한 복종을 거부하고 자신의 지역들에서 독자적인 영향력을 발휘하고 있었다. 거란은 동경도에 있는 영강주를 통해 생여진을 견제하고 있었다.
두만강지역에 살던 생여진들은 고려의 동북 9성을 여러차례 공격하다가 고려의 공격에 의해 전부 복속되었다. 이후 함경도와 하얼빈일대의 생여진들은 완안부를 기점으로 모여 영강주, 황룡부, 해주를 격파하면서 거란을 멸망시키고 금나라를 건국했다.

## 주요 부족 목록
- 완안부 - 현재 하얼빈시 아청 구일대에서 살고 있었다. 하얼빈 일대의 생여진들이 이들을 기점으로 뭉쳐 요나라를 공격하고 금나라를 세웠다.
- 가고부(加古部) - 송화강 유역에 살았다.